# Jhow Benavídez
Jhow Benavídez (26 de dezembro de 1995) é um futebolista profissional hondurenho que atua como defensor, atualmente defende o Real España.

## Carreira

### Rio 2016
Jhow Benavídez integrou o elenco da Seleção Hondurenha de Futebol nas Olimpíadas de 2016, que ficou na quarta posição.